# イシュプイニ

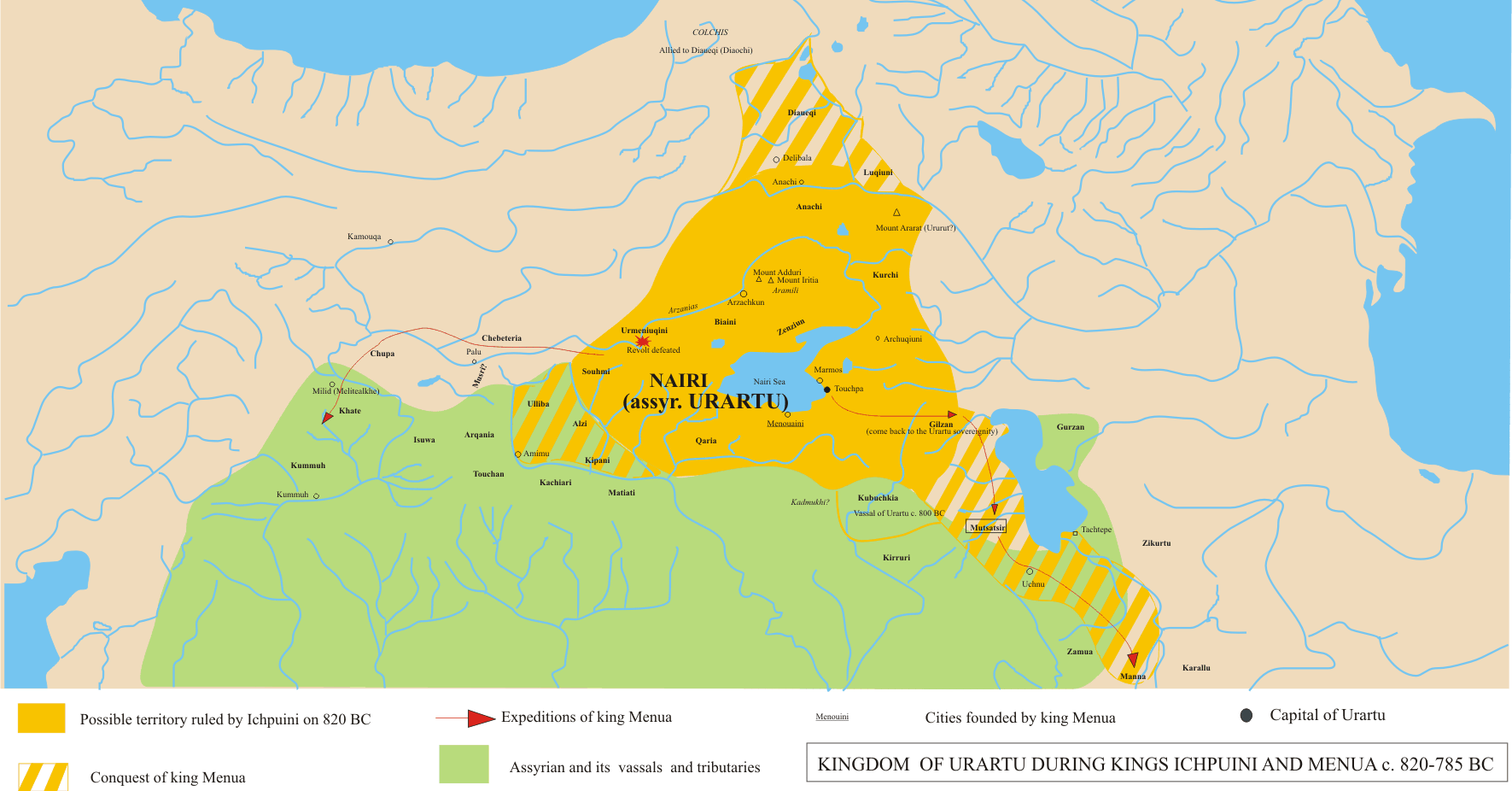
イシュプイニおよびメヌア時代のウラルトゥの版図（橙色）。緑色はアッシリア帝国の版図

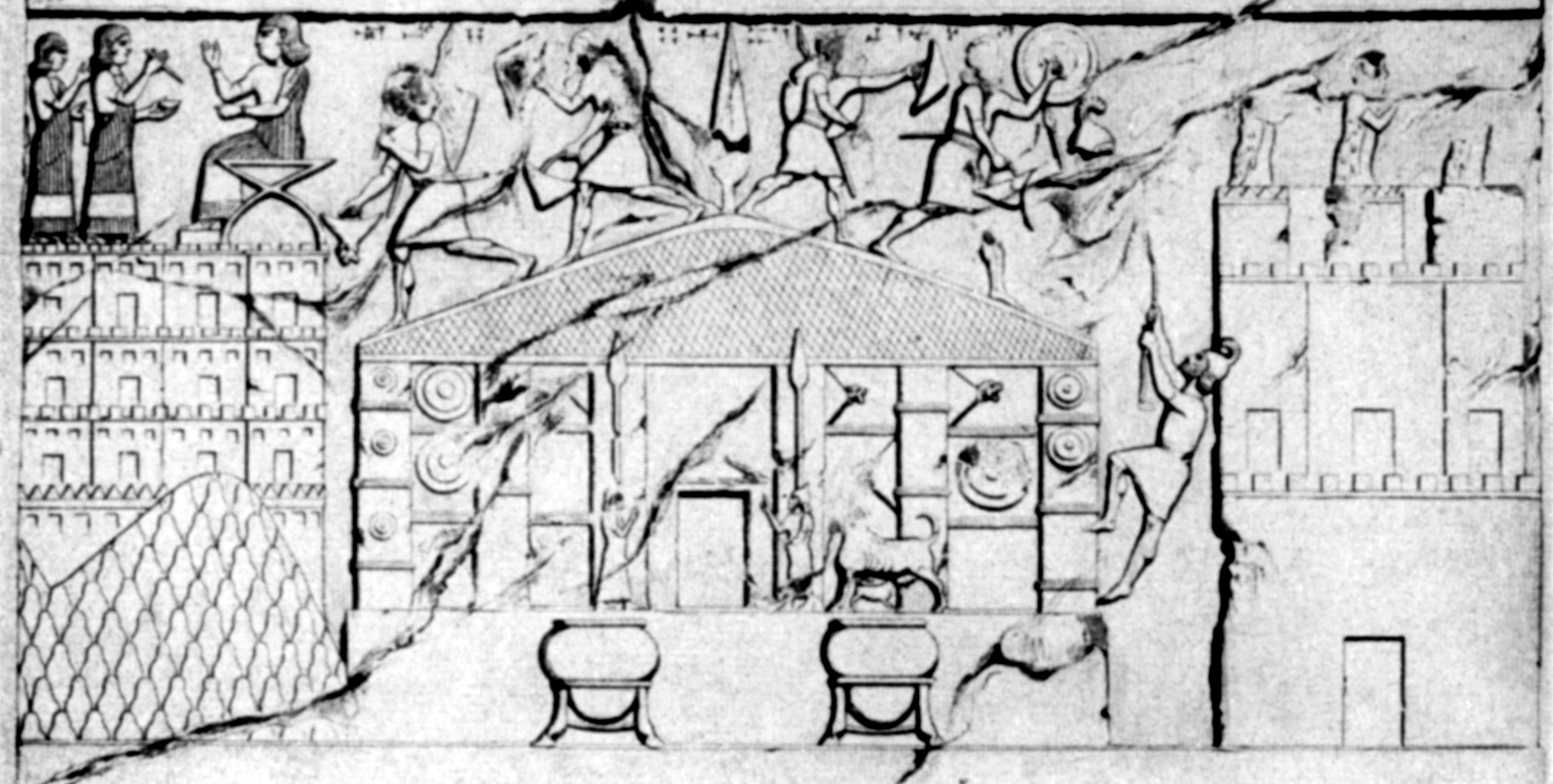
ムサシルの神殿（紀元前714年のアッシリア軍による破壊の様子）

イシュプイニ（Išpuini イシュプイニシュ Išpuinišとも）は、ウラルトゥの王（在位：紀元前828年頃 - 紀元前810年頃）。ウルミア湖の南方にまでウラルトゥ王国の領土を拡大した。

## 来歴

### 征服
ウラルトゥ王サルドゥリ1世の息子。父の跡を継ぎ、「ナイリの王、偉大なる王、世界の王」を名乗った。軍制改革を推進し、ウラルトゥをオリエントの強国の一角に加えた。南方に勢力を拡大し、マンナエ人の町ムサシルを攻略し、このことはイシュプイニの息子メヌアがケリシン碑文に残した文面から窺うことが出来る。この町をハルディ神に捧げてウラルトゥの重要な宗教都市としたが、同時にこの地方は重要な鉄の産地でもあった。
ウラルトゥの版図をヴァン湖とウルミア湖の間の領域に拡大したイシュプイニは、南方の宿敵アッシリア帝国のシャムシ・アダド5世およびその王妃シャンムラマトとも戦った。またアラス川の北方から南下して来る遊牧民とも戦い、これを撃退したという。

### 宗教改革
イシュプイニはウラルトゥを中央集権国家とするべく、宗教改革を行った。上記のようにウラルトゥの主神ハルディの祭祀中心地を新領土にあるムサシルに定めたほか、太陽神シヴィニや冥界神テイシェバなど、多神教のパンテオンを整備した。これは宿敵アッシリアにおける主神アッシュル崇拝に範を得たもので、碑文ではアッシリア碑文の決まり文句「神アッシュルのお力により」をまねた「神ハルディのお力により」が、王の業績を語る際の常套句になった。

## 注
1. ↑  ケリシン（Kel-i-Schin）とはクルド語で「聖なる青い石」の意。ウラルトゥ語とアッシリア語の2言語で書かれているこの碑文は、イラク・イラン国境のケリシン峠（標高2981m）に立っている。1837年にドイツ人学者により発見された

## 文献
- W. C. Benedict, The Urartian-Assyrian Inscriptions of Kelishin, JAOS 81, 1961, 359-85.
- Lehmann-Haupt, Materialien zur älteren Geschichte Armeniens und Mesopotamiens (1906).
- Пиотровский Б. Б. Ванское царство (Урарту), Издательство Восточной литературы, Москва, 1959 
  - （邦訳）『埋もれた古代王国の謎 幻の国ウラルトゥを探る』（ボリス・ボリソヴィッチ・ピオトロフスキー著、加藤九祚訳、岩波書店） ISBN 9784000001601 (4000001604)
- Меликишвили Г. А. Урартские клинообразные надписи, Издательство АН СССР, Москва, 1960